# 2452 Lyot
För andra betydelser, se Lyot.
2452 Lyot eller 1981 FE är en asteroid i huvudbältet som upptäcktes den 30 mars 1981 av den amerikanske astronomen Edward L.G. Bowell vid Anderson Mesa Station. Den är uppkallad efter den franske astronomen Bernard Lyot.
Asteroiden har en diameter på ungefär 11 kilometer.